# Der Elefant
Der Elefant – Lieder in unserer und in Eurer Sprache ist ein Album des Kinderliedermachers Fredrik Vahle, das erstmals 1981 bei Pläne erschien. Neben Vahle sind auf dem Album Meggi Sachs und eine aus deutschen und türkischen Kindern bestehende Gesangsgruppe, die Salzbödener Kindergruppe, zu hören. Eine Reihe der Arrangements stammen von dem damaligen Zupfgeigenhanselmitglied Erich Schmeckenbecher.

## Entstehung
Ende der 70er Jahre spielte Vahle in einer Mannheimer Kinderbuchhandlung. Er beobachtete dabei, dass die Aufmerksamkeitsspanne anwesender türkischer Kinder kleiner war, als die der deutschen, da die Kinder der Gastarbeiter von den Liedtexten weniger verstanden als ihre deutschen Altersgenossen: „Sie wurden unruhig und laut. Das störte die deutschen Kinder (...)“. In dieser Situation wünschte sich Vahle „Lieder (...), die auch die türkischen Kinder mit einbeziehen und die zur Verständigung zwischen den Kindern beitragen.“ Mit einem türkischen Freund übersetzte der Liedermacher in den nächsten anderthalb Jahren Lieder aus der Türkei, schrieb eigenes Material und bezog dabei auch die Sprachen weiterer Länder, aus denen Gastarbeiter angeworben wurden, mit ein. Zu seiner Salzbödender Kindergruppe stießen türkischstämmige Kinder, die die Titel schließlich zusammen mit deutschen Kindern für die Platte einsangen.

## Bedeutung
Musikwissenschaftler und Fachbuchautor zum Thema Kinderlied Thomas Freitag nennt das Album 1999 eine der „maßstabsetzende Produktionen“ innerhalb des „Kindermusikgeschehens“ der 70er und 80er Jahre.

## Ausgaben
Eine Wiederauflage auf CD wurde 1996 vom Patmos Verlag herausgegeben.

## Lieder
1. Flötenspiel
2. Paule Puhmanns Paddelboot
3. Edip
4. Tante Gerda
5. Var-Yok
6. Tanzlied
7. Der Elefant
8. Ayşe und Jan
9. Karga – Der Rabe
10. Der Kastanienbaum
11. Maurer Mehmet
12. Ritter Klipp von Klapperbach
13. La bella polenta
14. Der Müllmann
15. Porta aperta

## Einzelbelege
1. ↑  Plattentaschentext Der Elefant, Ausgabe 1981
2. ↑  Archivierte Kopie (Memento des Originals vom 7. April 2008 im Internet Archive)  Info: Der Archivlink wurde automatisch eingesetzt und noch nicht geprüft. Bitte prüfe Original- und Archivlink gemäß Anleitung und entferne dann diesen Hinweis.